# マナヘル・ターベット
マナヘル・ターベット（Manahel Thabet, 1981年10月14日 - ）は、イエメン系の経済学者、科学者、コンサルタントである。
彼女は25歳のときに、アラブ諸国内史上初の最年少で金融工学の博士号を取得した（確認が必要）。 彼女は知能指数 (IQ) が168以上という世界で上位0.1%以内に含まれており、国家からいくつかの功績を称えられている。 2008年に設立したコンサルティング会社 Smart Tips Consultants の社長でもある。

## 経歴
2008年にターベットは、金融工学の博士号を優等で取得した。 彼女は25歳のときに、世界でこのような偉業を成し遂げたアラブ人として表彰された。 彼女の論文は、利息率の行動学に関する金融調査に貢献した。 2012年には、量子数学 (Quantum Mathematics) の分野で2つ目の博士号を取得した。
以前にターベットは株式市場で貿易をしていたが、2008年の金融危機のあとに投資を辞退した。 彼女は、経済学に反する財政的損失を発生しない市場における金融工学への依存を顕にした。2008年の金融危機の被害を受けた人々を救済するため、コンサルタント会社である Smart Tips Consultants を設立した。
2012年にターベットは、光を使用せずに空間の距離を測定する公式を発展させた。 その公式は量子数学の分野においてこれまでにない画期的な評価であり、数と計算と方程式が350ページにも及ぶ内容である。

### 公表物
- 2013, http://www.open-science-repository.com/physics-23050410.html
- 2012, Structure Variation Hyper Arithmetical Sort Operators and Applications
- 2012, Quantum Mathematics Findings
- 2012, Financial Engineering

## 功績と表彰
ターベットは、自身の経歴を通じていくつかの賞を得ている。2000年には、アフリカでの国連との共同作業による人道支援と環境問題に対する貢献として“地球国際環境と人道支援の最優秀賞”を受賞した。 同年、彼女は世界平和女性連合による "the Woman of the Year Award" の史上最年少受賞者になった。
2010年12月、ターベットには世界の女性の権利向上に対する貢献の証として、L'Officiel Inspirational Woman of the Year Award をドバイで授与された。 ターベットは、Hamdan Bin Rashid awards において最優秀学術賞を含むいくつかの賞を2012年に受賞しており、最も影響を与える100人の中に含まれている。
ターベットは、World Genius Directory から2013年のアジア代表する天才としての選出された。 彼女は、2013年の『CEOマガジン』によるアラブに影響を与える100人の女性の1人として名が挙がり、Arabian Businessの世界に影響を与える500人のアラブ人の1人としてランク入りした。

## 私生活
ターベットは、メンサと  ヤングアラブリーダーと国際金融工学会とドバイ天文学会の活動的な会員である。 彼女は、ワールド・インテリジェンス・ネットワーク (WIN) の副会長と 高IQ協会 IQuestion の会長であり、 QIQ と GRIQ と CIVIQ と HELLIQ、高IQ協会を含む多くの国際高IQ協会の会員でもある。